# Мочидли (Сувальський повіт)
Мочидли (пол. Moczydły) — село в Польщі, у гміні Рачки Сувальського повіту Підляського воєводства.
Населення — 114 осіб (2011).
У 1975-1998 роках село належало до Сувальського воєводства.

## Демографія
Демографічна структура станом на 31 березня 2011 року:
|          | Загалом | Допрацездатний вік | Працездатний вік | Постпрацездатний вік |
| -------- | ------- | ------------------ | ---------------- | -------------------- |
| Чоловіки | 61      | 15                 | 43               | 3                    |
| Жінки    | 53      | 12                 | 27               | 14                   |
| Разом    | 114     | 27                 | 70               | 17                   |